# جيفرسون ريس دي جيسوس
جيفرسون ريس دي جيسوس (بالبرتغالية: Jefferson Reis de Jesus‏) هو لاعب كرة قدم برازيلي، ولد في 8 نوفمبر 1995.